# Pseudoleptaleus rougoni
Pseudoleptaleus rougoni es una especie de coleóptero de la familia Anthicidae.

## Distribución geográfica
Habita en Níger.